# Claudia Ulla Binder
Claudia Ulla Binder (* 14. März 1959) ist eine deutsche Improvisationsmusikerin (Piano) und Komponistin.

## Leben und Wirken
Binder wuchs im Süden Deutschlands auf und studierte in Berlin Musikwissenschaft und Psychologie; 1983 erwarb sie ihren Abschluss in Psychologie. 1980 besuchte sie im Creative Music Studio in Woodstock einen Sommerkurs bei George Lewis. Zurück in Berlin wirkte sie an Aufführungen der Songbooks von John Cage unter der Leitung Dieter Schnebels mit. Von 1983 bis 1986 studierte sie bei Walter Norris, um dann an der Zürcher Hochschule der Künste ein Klavierdiplom zu erwerben.
Binder arbeitete im Duo mit John Butcher und mit Sara Maurer. In der Gruppe Quatre têtes improvisierte sie mit Susann Wehrli, Priska Walss und Gabriela Friedli. Ihr Trio mit Christian Weber und Dieter Ulrich wurde gelegentlich durch den Joachim Zoepf zum Quartett Box erweitert. Weiterhin arbeitete sie mit Künstlern wie Phil Durrant, Lol Coxhill, Stevie Wishart, Co Streiff, Hans Koch, Dorothea Schürch, Martin Schütz, John Russell, George Lewis, Jean-Marc Montera, Paul Hubweber und Carl Ludwig Hübsch.

## Werkliste (Auszug)
- Rohschliff (1999–2003; beauftragt von Werner Bärtschi; Uraufführung 2000)
- Schlingen (2005; Uraufführung 2006 durch Mirjam Tschopp und Riccardo Bovino)
- Little Lilts and Loops (2005, Uraufführung 2006 durch die Komponistin)
- Suchmaschine 1-10 (2007, Uraufführung durch die Komponistin)

## Diskographische Hinweise
- Claudia Ulla Binder, Alfred Zimmerlin: Seitenflügel (Unit Records 1986)
- Claudia Ulla Binder, Dieter Ulrich, Alfred Zimmerlin: The Great Musaurian Songbook (Musikszene Schweiz, Migros-Genossenschafts-Bund 1998)
- Solo Piano (Unit Records 2000)
- Christian Weber, Dieter Ulrich: Ten Variations on an Unknown Theme (Origin Records 2005)
- John Butcher / Claudia Ulla Binder: Under the Roof (Nuscope Recordings 2010)
- Piano Solo II (Creative Sources 2015)